# سیارک ۵۶۳۷
سیارک ۵۶۳۷ (به انگلیسی: 5637 Gyas، نامگذاری:1988RF1) پنج هزار و ششصد و سی و هفتمین سیارک کشف شده‌است که در ۱۰ سپتامبر ۱۹۸۸ کشف شد.
قدر مطلق سیارک برابر ۱۰٫۲۰ است.